# French Open 1981 (Badminton)
Die French Open 1981 im Badminton fanden am 4. und 5. April 1981 in Antibes statt. Es war die 51. Auflage des Championats.

## Sieger und Platzierte
| Disziplin    | Gold                              | Silber                  | Bronze                             |
| ------------ | --------------------------------- | ----------------------- | ---------------------------------- |
| Herreneinzel | Steve Baddeley                    | Anatoli Skripko         | Michal Malý                        |
| Herreneinzel | Steve Baddeley                    | Anatoli Skripko         | Andy Goode                         |
| Dameneinzel  | Svetlana Belyasova                | Gillian Clark           | Pamela Hamilton                    |
| Dameneinzel  | Svetlana Belyasova                | Gillian Clark           | Alison Fulton                      |
| Herrendoppel | Andy Goode Steve Baddeley         | Norman Goode Nigel Tier | Michal Malý Miroslav Šrámek        |
| Herrendoppel | Andy Goode Steve Baddeley         | Norman Goode Nigel Tier | Roland Maywald Karl-Heinz Zwiebler |
| Damendoppel  | Svetlana Belyasova Vard Poghosyan | keine Daten             | keine Daten                        |
| Mixed        | Nigel Tier Alison Fulton          | keine Daten             | keine Daten                        |